# 目黒三策
目黒 三策（めぐろ さんさく、1904年1月2日 - 1974年11月8日）は、日本の実業家。昭和期の出版事業家で音楽之友社社長。新潟県中蒲原郡横越村沢海出身。

## 略歴
東京専門学校卒業。
日本管楽器会社（ニッカン、後にヤマハに吸収）の宣伝部長であった目黒三策は、雑誌『音楽倶楽部』の責任者でもあった。1941年（昭和16年）12月に音楽雑誌第1次統合が行われ、『音楽世界』『月刊楽譜』『音楽倶楽部』の3誌は統合して『音楽之友』が創刊された。発行元は新しく設立された音楽之友社で、社長及び編集主幹は堀内敬三であり、目黒は役員として加わった。
1946年（昭和21年）6月の定時株主総会で堀内は社長を辞任し、専務取締役目黒が取締役社長に就任した。堀内は後に取締役会長となった。堀内は音楽についての執筆が本業であったので、会社経営を本務とする目黒と役割を分担することになった。
目黒は後に、音楽之友社の系列会社である水星社と東亜音楽社の役員も務めた。水星社は1956年（昭和31年）に著作権保護管理会社として設立、翌1957年（昭和32年）に音楽之友社の系列会社となった。東亜音楽社は1961年（昭和36年）にポピュラー音楽作品を扱う会社として設立された。
1974年（昭和49年）春の叙勲で勲四等瑞宝章受章。同年11月8日腎不全で死去、享年70。